# La Selle-Guerchaise
La Selle-Guerchaise är en kommun i departementet Ille-et-Vilaine i regionen Bretagne i nordvästra Frankrike. Kommunen ligger i kantonen La Guerche-de-Bretagne som tillhör arrondissementet Fougères-Vitré. År 2022 hade La Selle-Guerchaise 153 invånare.

## Befolkningsutveckling
Antalet invånare i kommunen La Selle-Guerchaise
Referens:INSEE